# 綠黨 (英國)
綠黨（英語：Green Party），亦稱為英國綠黨（Green Party UK），是英國一個已解散的綠色政黨。在1985年以前名為「生態黨」（Ecology Party；更早之前，則稱為「人民黨」（PEOPLE）。在1990年該黨分裂為英國境內的三個區域性政黨：英格蘭與威爾斯綠黨、蘇格蘭綠黨以及北愛爾蘭綠黨。

## 歷史
1972年，政黨人民黨在考文垂成立，受生態學與人口過剩問題啟發，致力於環保與社會議題。1975年：更名為生態黨，成為英國及歐洲第一個關注環境問題的政黨，提倡「零成長經濟」理念。1979年首次參加英國大選，提名53名候選人，獲得39,918票，黨員人數大幅增加。1985年，為了與歐洲其他環保政黨接軌，更名為綠黨，並開始獲得更多媒體關注。1989年，在歐洲議會選舉中獲得15%選舉票（約229萬票），但因選舉制度未能贏得席位。1990年，黨內發展方向出現分歧，分裂為三個獨立政黨：英格蘭與威爾斯綠黨、蘇格蘭綠黨以及北愛爾蘭綠黨。

## 外部連結
- Green Party of England and Wales
- Scottish Green Party
- Green Party in Northern Ireland
- Teddy Goldsmith - Daily Telegraph obituary